# Villers-au-Tertre
Villers-au-Tertre – miejscowość i gmina we Francji, w regionie Hauts-de-France, w departamencie Nord.
Według danych na rok 1990 gminę zamieszkiwało 621 osób, a gęstość zaludnienia wynosiła 136 osób/km² (wśród 1549 gmin regionu Nord-Pas-de-Calais Villers-au-Tertre plasuje się na 707. miejscu pod względem liczby ludności, natomiast pod względem powierzchni na miejscu 719.).